# ماساو ناكامورا
ماساو ناكامورا (باليابانية: 中村正雄؛ بالكانا: なかむら まさお) هو عسكري ياباني، ولد في 15 مايو 1892 في إيشيكاوا في اليابان، وتوفي في 25 ديسمبر 1939 في قوانغشي في الصين.